# 厚木線
厚木线（日语：／ Atsugi sen */?）是连接神奈川县海老名市的相模國分信號場和同市的厚木站的鐵路線，屬於相模铁道的铁路线。自1941年以来，这条线路就没有客运使用，本線也被稱为相铁货物线。

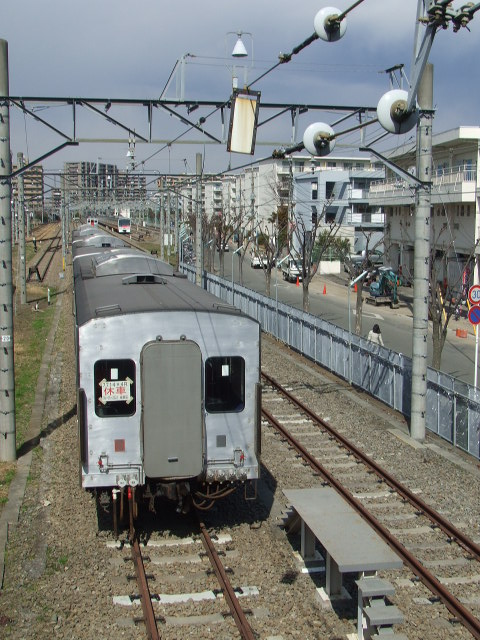
厚木编组场

## 路线数据
- 路线長度：2.2km
- 軌距：1067 毫米
- 複線部分：无（全線单線）
- 电气化部分：全线（DC 1500V）
- 閉塞方式：单线自动閉塞
- 安全装置： ATS-P
- 最高速度：75km/h[1]

## 歷史
厚木線於1926年作为神中铁道（现相铁本线）厚木站和二俣川站之间铁路线的一部分开通 。 1941年神中铁道柏台站～海老名站区间开通，並开始在海老名站與小田急電鐵小田原线直通运轉（实施至1964年），於是废止了厚木站 - 相模国分站的客运业务。   1943年神中铁道与经营目前JR东日本相模线的相模铁道合并，成为今日的相模铁道。 随着车輛的增加， 1990年開始厚木線作为滞留线，供列車进行夜间停放。过去，也曾使用油罐车从相铁本线相模大塚站经厚木線、專用線到驻日美军厚木基地进行航空燃料运输，但在1998年9月結束使用。行經线路是1943年在日本帝国海军厚木飛行場铺设的。 
目前该线路用于相模铁道的新车和翻新车辆的甲種运送。过去相模铁道利用西横滨站和保土谷站之间的货运支线运输车辆和货物。由于国铁橫須賀·總武快速線與湘南新宿線分離、東海道貨物線开通，国铁货物列车的运行路线发生变化, 保土谷站的货运业务被废除。西横滨站和保土谷站之间的货物线也于1979年 10月6日废除 。此後车辆和货物的运输改为經由厚木線。
2015年和2016年，作为暑期特別企畫的“相铁厚木线乘车体验会”，發售“相铁・铁路全线一日通行券”，並開行从柏台站到厚木站的特别专列。
另外现在的JR东日本相模线和相铁厚木线原本是相模铁道的一部分，路段是平行的，由於相模线是单线鐵路，很多地方無法交會、待避，市民正在争取使用相铁厚木线与相模线的平行路段供相模線列車交會、待避使用 。

## 車站列表
| 站名           | 站名     | 站名                    | 站間距離（公里） | 營業距離（公里） | 连接路线         | 地点     | 地点     |
| 中文站名       | 日文站名 | 英文站名                | 站間距離（公里） | 營業距離（公里） | 连接路线         | 地点     | 地点     |
| -------------- | -------- | ----------------------- | ---------------- | ---------------- | ---------------- | -------- | -------- |
| 相模國分信號場 |          | Sagamigokubun shingōsyo | 0.0              | 0.0              | 相铁本线         | 神奈川县 | 海老名市 |
| 厚木           |          | Atsugi                  | 2.2              | 2.2              | JR东日本：相模线 | 神奈川县 | 海老名市 |

## 外部連結
- GO!GO!相模線 （页面存档备份，存于）--相模線複線化促進期成同盟会（日語）